# Тецуја Тоцука
Тецуја Тоцука (јап. 戸塚 哲也; 24. април 1961) јапански је фудбалер.

## Каријера
Током каријере је играо за Верди Кавасаки и Кашива Рејсол.

## Репрезентација
За репрезентацију Јапана дебитовао је 1980. године. За тај тим је одиграо 18 утакмица и постигао 3 гола.

## Статистика
| Јапан  | Јапан   | Јапан  |
| Година | Наступи | Голови |
| ------ | ------- | ------ |
| 1980.  | 4       | 0      |
| 1981.  | 8       | 0      |
| 1982.  | 4       | 3      |
| 1983.  | 0       | 0      |
| 1984.  | 0       | 0      |
| 1985.  | 2       | 0      |
| Укупно | 18      | 3      |